# Столнічень-Прежеску
Столнічень-Прежеску, Столнічені-Прежеску (рум. Stolniceni-Prăjescu) — село у повіті Ясси в Румунії. Входить до складу комуни Столнічень-Прежеску.
Село розташоване на відстані 311 км на північ від Бухареста, 64 км на захід від Ясс.

## Населення
За даними перепису населення 2002 року у селі проживали 1494 особи.
Національний склад населення села:
| Національність   | Кількість осіб | Відсоток |
| ---------------- | -------------- | -------- |
| румуни           | 1382           | 92,5%    |
| цигани           | 96             | 6,4%     |
| росіяни-липовани | 15             | 1,0%     |

Рідною мовою назвали:
| Мова      | Кількість осіб | Відсоток |
| --------- | -------------- | -------- |
| румунська | 1433           | 95,9%    |
| циганська | 45             | 3,0%     |
| російська | 15             | 1,0%     |

## Відомі особистості
В поселенні народився:
- Матей Мілло (1814-1896) —  румунсько-молдовський актор, драматург, комедіограф, педагог, перекладач.